# The Last Wish
The Last Wish — рок-группа из Хьюстона, штат Техас. Это первая группа, в которой выступал лидер Blue October Джастин Фёрстенфелд.
Первоначально автором песен являлся Джастин Фёрстенфелд, однако затем он разделил этот процесс с Грэгом Хаммондом и Эми Иммел. Все члены группы учились в Старшей Школе Bellaire и HSPVA. The Last Wish имели немало поклонников в Хьюстоне, где они дали несколько концертов, прошедших при аншлаге на площадках «Zelda’s», «Fitzgerald’s», «Toads Tavern», «Cafe Artiste», «McGonigel’s Mucky Duck» и «The Abyss».
В 1995 году Джастин Фёрстенфелд покинул группу. В тот момент The Last Wish работали над третьим альбомом. К тому моменту Джастин разделил процесс написания песен с другими участниками группы, что постепенно разочаровало его. Он захотел начать все с чистого листа и ушёл из группы, забрав с собой 4 песни, которые были очень важны для него. Предположительно, в их число входили Black Orchid, For My Brother, Still Broken и Amanda Gently. Некоторые песни The Last Wish Джастин иногда исполняет во время сольных выступлений, а Blue October лишь по особым поводам.
Группа успела выпустить два альбома и сингл на виниле. Третий альбом так и не был завершен.
С группой несколько раз выступал участник Blue October Райан Делахуси, однако он никогда не был членом группы The Last Wish, хотя и неоднократно предлагал Фёрстенфелду присоединиться к группе.

### Возможное переиздание альбомов
28 апреля 2020 года Джастин Фёрстенфелд сделал публичное деловое предложение бывшему товарищу по The Last Wish Грэгу Хэммонду. 
В 2010 году Грэг дал интервью Джону Ломаксу из Houston Press, где обвинил Джастина в фальсификации болезни и манипуляции темой биполярного расстройства для поднятия популярности группы Blue October. Спустя десять лет Джастин публично простил Грэга за это интервью и предложил подписать группу The Last Wish на его лейбле Up/Down Records с разделением доходов 50/50. Сделано это для того, чтобы поклонники Blue October могли легально купить два альбома The Last Wish, т.к. к ним до сих пор сохраняется значительный интерес.

## Участники
- Джастин Фёрстенфелд (вокал, гитара)
- Эми Иммел (вокал)
- Кэти Херцог (скрипка)
- Мишель Тротвейн (виолончель)
- Грэг Хаммонд (гитара)
- Лейтал Молад (бас-гитара)
- Брэди Хаммонд (Ударные)

## Дискография
- 1993 Rooftop Sessions
- 1995 The First of February